# 1470-talet

## Händelser
- 10 oktober 1471 - Slaget vid Brunkeberg utkämpas.

## Födda
- Cecilia Månsdotter (Eka), mor till Gustav Vasa.

## Avlidna
- 15 maj 1470 - Karl Knutsson (Bonde), svensk riksföreståndare 1438-1440, Sveriges kung 1448-1457, 1464-1465 och 1467-1470.
- 25 juli 1471 - Thomas a Kempis, tysk-nederländsk augustinkorherre och författare.